# Dénes Zsófia
Dénes Zsófia, szül. Deutsch Zsófia Stefánia Mária (Budapest, 1885. január 14. – Budapest, 1987. január 23.) író, újságíró, József Attila-díjas (1981). A Budapesti Tudományegyetemen folytatott irodalmi és művészettörténeti tanulmányokat. Ady Endre egykori menyasszonya, majd barátja és életének krónikása.

## Élete
Dénes (Deutsch) Zsigmond zombai születésű vállalkozó és Altschul Ilona lánya. 1903-ban érettségizett, majd a Budapesti Tudományegyetemen irodalmi és művészettörténeti tanulmányokat folytatott. 1906. október 15-én Budapesten, az Erzsébetvárosban hozzáment Morzsányi Győző bankhivatalnokhoz, Bohátsch Nándor és Greisz Laura fiához. 1912-től a Pesti Napló, majd a Világ párizsi tudósítója volt. Balázs Béla révén 1913 őszén megismerkedett Ady Endrével, akinek rövid ideig menyasszonya, majd élete végéig barátja volt. Ady feleségül akarta venni, de Zsófia anyja ezt nem nézte jó szemmel, és megakadályozta a házasságkötést. 1916. április 29-én anyja egyetértésével Budapesten hozzáment a török szultán egyik miniszterének (magyarosan Kozma Miklós pasa) orvos fiához Kozma Koz bejhez, és ezután vele Svájcban, Németországban majd Ausztriában élt.
1918-ban Szabó Ervin által bekapcsolódott a forradalmi propagandamunkába a Vörös Ujság szerkesztőjeként. 1919-ben a Magyarországi Tanácsköztársaság bukása után Bécsbe emigrált, ahol a Bécsi Magyar Újság című baloldali politikai napilap munkatársa lett. Férje halála után 1925-ben tért haza és 1928. december 24-én Budapesten, a VII. kerületben házasságot kötött Nagy Andor újságíróval, Grosz Dávid és Asztalos Etelka fiával. Az Esti Kurír és a Reggel című lapokban publikálta egyéni riportjait és 1934 és 1936 között az Ünnep című irodalmi lap szerkesztője volt. 1937-től írásaiból élt, amelynek élményanyaga Adyhoz fűződő kapcsolata volt.
Nyolcvanéves korában férjhez ment a nála harminc évvel fiatalabb Szalatnyay József festőművészhez, akivel 1987. január 23-án, 102 éves korában bekövetkezett haláláig élt együtt. 1987. február 6-án temették el a Farkasréti temető 48-as parcellájában.

## Művei
- A nő a kommunista társadalomban; Közoktatásügyi Népbiztosság, Budapest, 1919
- A láthatatlan kendő (kisregény, Budapest, 1932)
- Élet helyett órák. Egy fejezet Ady életéből; Pantheon, Budapest, 1939
- Az ismeretlen Ady (Ady Lajosné nevével, Budapest, 1942)
- Akkor a hársak épp szerettek...; Magvető, Budapest, 1957
- Zrínyi Ilona. Regény; Móra, Budapest, 1959
- Egyszeri kaland. Regény; Magvető, Budapest, 1964
- Gyalog a baloldalon; Magvető, Budapest, 1965
- Párizsi körhinta; Magvető, Budapest, 1966
- Szivárvány; Gondolat, Budapest, 1970
- Úgy, ahogy volt; Gondolat, Budapest, 1974
- Tegnapi újművészek; Egyetemi Ny., Budapest, 1974 (Kozmosz könyvek)
- El ne lopd a léniát; Gondolat, Budapest, 1978
- Szivárvány Pesttől Párizsig; Gondolat, Budapest, 1979
- Galimberti Sándor és Dénes Valéria; jegyz. Hárs Éva; Corvina, Budapest, 1979 (A művészet kiskönyvtára)
- Gyalog a baloldalon; újrarendezett, kieg., jav. kiad.; Gondolat, Budapest, 1980
- Élet helyett órák. Egy fejezet Ady életéből / Talán Hellász küldött. Kiadatlan levelek Ady Endréhez és más dokumentumok; tan. Kovalovszky Miklós; 4. bőv. kiad.; Magvető, Budapest, 1980
- Úgy ahogy volt és...; Gondolat, Budapest, 1981
- Akkor a hársak épp szerettek... Legendaoszlató emlékezések és dokumentumok Ady Endre váradi életéről; 2. kieg., jav. kiad.; Gondolat, Budapest, 1983
- El ne lopd a léniát, és...; 2. átdolg., bőv. kiad.; Gondolat, Budapest, 1984
- Talán Hellász küldött. Ady, Csinszka, Dénes Zsófia levélváltása és Ady néhány visszhangzó verse. Dokumentumok; 2. bőv. kiad.; Magvető, Budapest, 1984
- Ami a százból kimaradt; Gondolat, Budapest, 1985

## Díjai és elismerései
- Tanácsköztársasági Emlékérem
- Munka Érdemrend arany fokozata
- Szocialista Hazáért Érdemérem
- Magyar Népköztársaság babérkoszorúval ékesített Zászlórendje

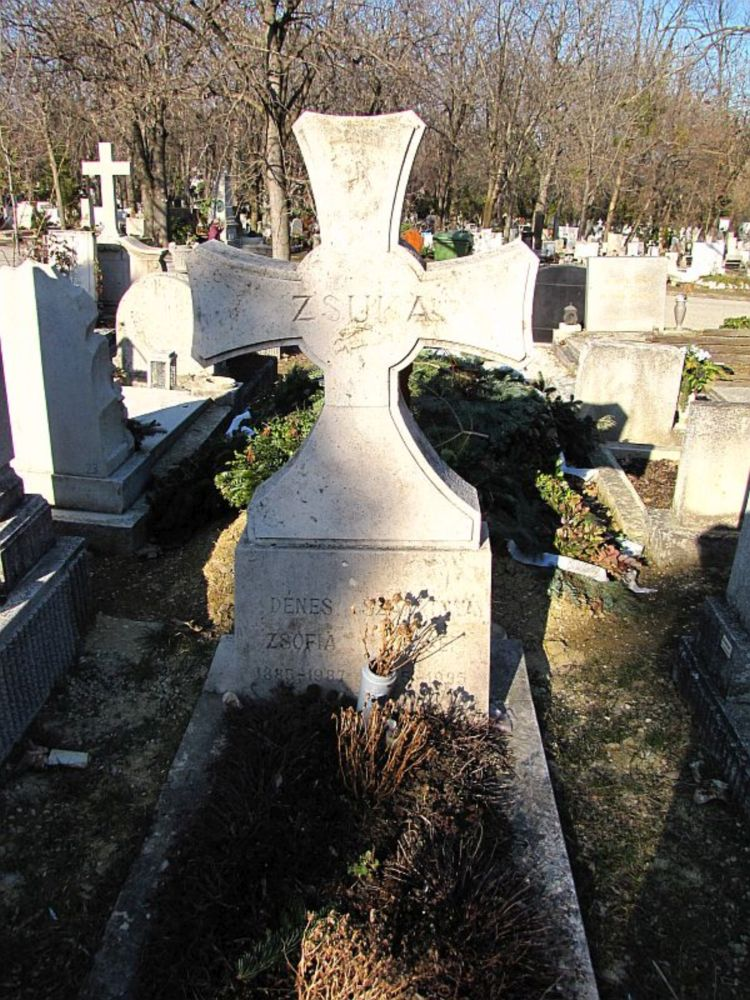
Sírja a Farkasréti temetőben (48/3-2-3)

- József Attila-díj (1981)

### Lexikonok
- Magyar életrajzi lexikon I. (A–K). Főszerk. Kenyeres Ágnes. Budapest: Akadémiai. 1967.
- Gulyás Pál: Magyar írók élete és munkái – új sorozat I–XIX. Budapest: Magyar Könyvtárosok és Levéltárosok Egyesülete. 1939–1944.  , 1990–2002, a VII. kötettől (1990–) sajtó alá rendezte: Viczián János
- Ki kicsoda? Életrajzi lexikon magyar és külföldi személyiségekről, kortársainkról. 3. átd. kiad. Szerk. Betlen Katalin. Bp., Kossuth, 1975
- (szerk.) F. Almási Éva: Kortárs magyar írók 1945–1997. Bibliográfia és fotótár I–II.,  Enciklopédia Kiadó, Budapest, 2000, ISBN 963-8477-38-5.
- Kortárs magyar írók kislexikona 1959–1988. Főszerk. Fazakas István. Budapest: Magvető. 1989. ISBN 963-14-1604-6
- Magyar irodalmi lexikon I–III. Főszerk. Benedek Marcell. Budapest: Akadémiai. 1963–1965.
- Magyar nagylexikon  VI. (Csen–Ec). Főszerk. Berényi Gábor. Budapest: Magyar Nagylexikon. 1998.  ISBN 963-85773-2-0
- Révai új lexikona V. (Cza–D). Főszerk. Kollega Tarsoly István. Szekszárd: Babits. 2000.  ISBN 963-927-216-7
- Új magyar irodalmi lexikon I–III. Főszerk. Péter László. Budapest: Akadémiai. 1994.  ISBN 963-05-6804-7
- Új magyar életrajzi lexikon II. (D–Gy). Főszerk. Markó László. Budapest: Magyar Könyvklub. 2001.  ISBN 963-547-414-8
- Új magyar lexikon II. (D–F). Szerk. Berei Andor és 11 tagú szerk.bizottsága. Budapest: Akadémiai. 1960.

### Cikkek
- Onagy Zoltán: Dénes Zsófia a szerelmes írónő. Irodalmi Jelen, 2010. január 14.
- Kloss Andor: Megidézett múlt (Műhely, 1979. 2. sz.)
- Albert Gábor: D. Zs. korszerűsége (Élet és Irod., 1978. 39. sz.)
- Marék Antal: Századunk krónikása (Magy. Hírlap, 1979. szept. 21.)
- Kovalovszky Miklós: A kilencvenöt éves D. Zs, köszöntése (Magy. Nemzet, 1980. jan. 13.)
- Molnár Zoltán: Zsuka világa (Élet és Irod., 1982. 2. sz.)
- Benedek István: A Zsuka-élmény Ady költészetében (Magyar Fórum, 1992. 12. sz.)